# Wingrave
Wingrave is een plaats in het bestuurlijke gebied Aylesbury Vale, in het Engelse graafschap Buckinghamshire met 1578 inwoners. Wingrave maakt deel uit van de civil parish Wingrave and Rowsham.